# Journal of Historical Review
Журнал пересмотра истории (англ. Journal of Historical Review) — нерецензируемый псевдоакадемический исторический журнал.
Журнал был основан неонацистом Уиллисом Карто.
В основном тематика опубликованных в журнале статей затрагивает историю Германии в период национал-социализма, период Второй мировой войны, Холокоста, хотя часть статей посвящена более ранним периодам истории. Основная тема — отрицание Холокоста.

## История
Журнал начал публикацию весной 1980 года как ежеквартальное издание. Издавался с 1980 по 1986, публикация была приостановлена в 1987 году, а затем продолжалась до 2002 года, в Торрансе (штат Калифорния) Институтом пересмотра истории. С 2002 года Институт стал распространять свои публикации на своём официальном сайте и через электронную почту. Публикация журнала в настоящее время снова приостановлена. Тем не менее, ранее вышедшие номера журнала продолжают распространяться и продаваться связанной с журналом издательство Noontide Press.

## Критика
Критики журнала, в том числе Антидиффамационная лига, Датский центр изучения Холокоста и геноцида, историк Агентства национальной безопасности Роберт Ханиок , обвинили журнал в псевдонаучности. Когда Ноам Хомский защищал Робера Фориссона, автора, писавшего статьи для журнала, это привело к большим спорам. Хотя Хомский настаивал на том, что он защищает право Фориссона на свободу слова, а не какие-либо конкретные претензии, содержащиеся в его статьях.
Комиссией Организации американских историков исследовалось содержание журнала, в котором комиссия обнаружила, что это «не что иное, как маскарад учености».Несмотря на позиционирование журнала как исторического научного издания, Организация американских историков отказалась включать журнал в библиографические сборники, поскольку отрицание Холокоста в научном мире считается маргинальной теорией и политической пропагандой.
Историк Джонатан Петропулос в статье в научном журнале The History Teacher расценил Journal of Historical Review как расистский и антисемитский:"[журнал] шокирует расизмом и антисемитизмом: статьи о «несостоятельности Американской расовой политики» и антиизраильские материалы сопровождаются материалами о газовых камерах … Им явно нет дела, они являются продолжателями ревизионистских традиций и должны упоминаться как «отрицатели Холокоста». Аналогичную оценку высказала американская правозащитная организация Southern Poverty Law Center.
Российские историки И. В. Рыжов, М. Ю. Бородина отмечают, что издание Институтом пересмотра истории «собственного исторического журнала, „Журнала пересмотра истории“, помогло не только объединить отрицателей в единое движение, но и придать их деятельности форму псевдонаучности».

## Главные редакторы
- Льюис Брендон (он же Дэвид Маккалден[англ.])
- Теодор О’Киф (англ. Theodore O'Keefe) — с 1988 по апрель 1992.